# Tomasz Siemoniak
Tomasz Siemoniakⓘ (ur. 2 lipca 1967 w Wałbrzychu) – polski polityk, urzędnik i ekonomista.

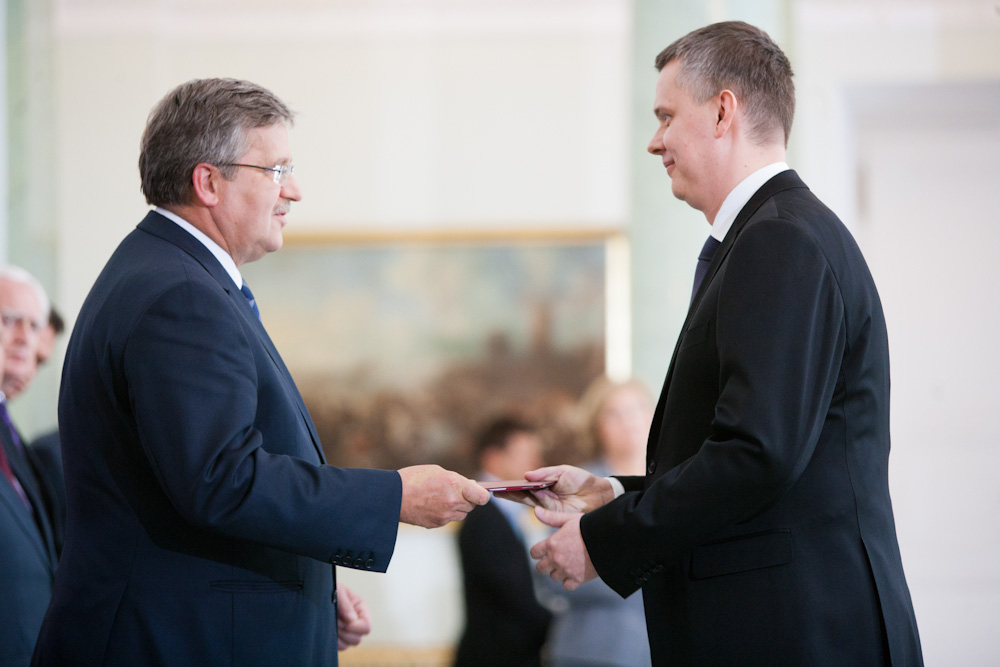
Tomasz Siemoniak podczas powołania przez prezydenta Bronisława Komorowskiego na ministra obrony narodowej (2011)

Wiceprezydent m.st. Warszawy (2000–2002), wicemarszałek województwa mazowieckiego (2006–2007), sekretarz stanu w Ministerstwie Spraw Wewnętrznych i Administracji (2007–2011), minister obrony narodowej w dwóch rządach Donalda Tuska i rządzie Ewy Kopacz (2011–2015), wiceprezes Rady Ministrów w trzecim z tych gabinetów (2014–2015), poseł na Sejm VIII, IX i X kadencji (od 2015), wiceprzewodniczący Platformy Obywatelskiej (od 2016), minister-członek Rady Ministrów i koordynator służb specjalnych w trzecim rządzie Donalda Tuska (od 2023), minister spraw wewnętrznych i administracji w tym samym rządzie (2024–2025).

## Życiorys
Ukończył II Liceum Ogólnokształcące im. Hugona Kołłątaja w Wałbrzychu, następnie studia na Wydziale Handlu Zagranicznego Szkoły Głównej Handlowej w Warszawie; był też stypendystą Uniwersytetu w Duisburgu. W czasie studiów należał do Niezależnego Zrzeszenia Studentów, kierował uczelnianymi strukturami tej organizacji w SGPiS. W latach 90. działał kolejno w Kongresie Liberalno-Demokratycznym i Unii Wolności, następnie przystąpił do Platformy Obywatelskiej. W 1993 ubiegał się o mandat poselski z listy KLD.
Od 1994 do 1996 był zatrudniony w Telewizji Polskiej, m.in. jako dyrektor Programu 1. W 1997 koordynował program Media i Demokracja w Instytucie Spraw Publicznych. W latach 1998–2000 pełnił funkcję dyrektora Biura Prasy i Informacji w MON, a do 2002 zajmował także stanowisko wiceprzewodniczącego rady nadzorczej Polskiej Agencji Prasowej. W latach 1998–2000 był radnym gminy Warszawa-Centrum. Od grudnia 2000 do lipca 2002 był wiceprezydentem Warszawy. W okresie 2002–2006 zasiadał w zarządzie Polskiego Radia, następnie do 2007 był wicemarszałkiem województwa mazowieckiego. 26 listopada 2007 został powołany na stanowisko sekretarza stanu w MSWiA.
2 sierpnia 2011 powołany na urząd ministra obrony narodowej w pierwszym rządzie Donalda Tuska. 18 listopada 2011 objął to samo stanowisko w drugim gabinecie tego premiera. 14 grudnia 2013 wybrany na członka zarządu krajowego PO. 22 września 2014 objął stanowiska wicepremiera i ministra obrony narodowej w rządzie Ewy Kopacz.
W 2015 wystartował w wyborach parlamentarnych jako lider listy wyborczej PO w okręgu wałbrzyskim. Otrzymał 30 786 głosów, uzyskując tym samym mandat posła na Sejm VIII kadencji. 16 listopada 2015 zakończył urzędowanie na stanowisku wicepremiera i ministra. 26 lutego 2016 został wybrany na wiceprzewodniczącego PO. W Sejmie VIII kadencji został członkiem Komisji Obrony Narodowej.
W wyborach w 2019 z powodzeniem ubiegał się o poselską reelekcję z ramienia Koalicji Obywatelskiej, otrzymując 45 395 głosów. W styczniu 2020 ogłosił swój start w wyborach na przewodniczącego Platformy Obywatelskiej, otrzymując rekomendację od ustępującego z tej funkcji Grzegorza Schetyny. W wyniku głosowania w tym samym miesiącu zajął 2. miejsce wśród 4 kandydatów z wynikiem około 11% głosów. W wyborach w 2023 po raz trzeci z rzędu uzyskał mandat poselski, kandydując z pierwszego miejsca listy KO w okręgu opolskim i zdobywając 46 223 głosy.
12 grudnia 2023 Sejm X kadencji wybrał go na urząd ministra-członka Rady Ministrów w trzecim rządzie Donalda Tuska. Następnego dnia został przez prezydenta RP Andrzeja Dudę powołany na to stanowisko. Powierzono mu funkcję koordynatora służb specjalnych. 13 maja 2024 został nadto powołany na stanowisko ministra spraw wewnętrznych i administracji w miejsce Marcina Kierwińskiego. Zajmował je do 24 lipca 2025, pozostał natomiast na drugiej z funkcji rządowych.

## Wyniki w wyborach ogólnopolskich
| Wybory | Komitet wyborczy | Komitet wyborczy                | Organ              | Okręg          | Wynik           |
| ------ | ---------------- | ------------------------------- | ------------------ | -------------- | --------------- |
| 1993   |                  | Kongres Liberalno-Demokratyczny | Sejm II kadencji   | nr 48          | 270 (0,10%)     |
| 2015   |                  | Platforma Obywatelska           | Sejm VIII kadencji | nr 2           | 30 786 (13,15%) |
| 2019   |                  | Koalicja Obywatelska            | Sejm IX kadencji   | nr 2           | 45 395 (16,04%) |
| 2023   | Sejm X kadencji  | Koalicja Obywatelska            | nr 21              | 46 223 (9,63%) |                 |

## Odznaczenia i wyróżnienia

### Odznaczenia
- Medal Honorowy za zasługi dla Żandarmerii Wojskowej – 2014[18][19]
- Odznaka pamiątkowa Ministerstwa Obrony Narodowej – 2011, ex officio
- Odznaka okolicznościowa Ministerstwa Obrony Narodowej – 2012, ex officio[20]
- Order „Za zasługi” III klasy – Ukraina, 2010[21]
- Komandor z Gwiazdą Królewskiego Norweskiego Orderu Zasługi – Norwegia, 2012[22]
- Order Krzyża Ziemi Maryjnej I klasy – Estonia, 2014[23]
- Medal „Za zasługi dla Stowarzyszenia Kombatantów Misji Pokojowych ONZ” – 2012[24]
- Pamiątkowy Srebrny Medal Pokoju – 2013, Międzynarodowe Stowarzyszenie Żołnierzy Pokoju[25][26]
- Medal „60 Lat Udziału Polski w Misjach Poza Granicami Państwa” (SKMP ONZ) – 2013
- Odznaka pamiątkowa Oddziału Specjalnego ŻW w Warszawie – 2014[18][19]

### Wyróżnienia
- Honorowy obywatel gminy Mszana Dolna – 2009[27]
- Tytuł Ambasadora Wałbrzycha – 2012[28]
- Czeska i Słowacka Nagroda Transatlantycka – 2015[29]